# Scholastika
Scholastika oder Scholastica (lat. scholastica „die Lernende“) ist ein weiblicher Vorname. Namenstag ist der 10. Februar.

## Bekannte Namensträgerinnen
- Heilige Scholastika von Nursia (um 480–um 542), Schwester des heiligen Benedikt von Nursia
- Scholastika Anderallmend (1647–1722), Zisterzienserin und Kunsthandwerkerin
- Scholastica von Anhalt (1451–1504), 27. Äbtissin des Stiftes Gernrode
- Scholastica von Champagne († 1219), Ehefrau Wilhelms IV. von Mâcon
- Scholastica von Manteuffel (~1630–1692), Äbtissin von Rupertsberg und Eibingen
- Scholastika von Riccabona (1884–1963), österreichisch-deutsche Benediktinerin und Äbtissin
- Scholastique Mukasonga (* 1956), ruandische Schriftstellerin

## Weitere Bedeutungen
- Scholastika ist auch die Bezeichnung des in der Münchner Altstadt gelegenen Verbindungshauses des Akademischen Gesangvereins München, einer musischen, nichtschlagenden und nichtfarbentragenden Studentenverbindung. In dessen Erdgeschoss befand sich über viele Jahre hinweg das traditionell bayrische Wirtshaus Haxnbauer. Seit dem November 2022 ist die Augustiner-Brauerei der neue Pächter, im Zuge der Generalsanierung des Hauses verzögerte sich die Eröffnung der unter dem Namen "Haxengrill" geführte Gastwirtschaft bis zum Januar 2024.